# 方路平
方路平是浙江工业大学的教授；现担任信息学院副院长，分管研究生培养、学科建设。2011年受国家留学基金委派，作为访问学者在哈佛大学医学院附属教学医院Brigham&Women's Hospital的SPL实验室从事DTI的研究。